# Acontias cregoi
Espèce
Statut de conservation UICN

 LC  : Préoccupation mineure
Synonymes
- Typhlosaurus cregoi Boulenger, 1903

Acontias cregoi est une espèce de sauriens de la famille des Scincidae.

## Répartition
Cette espèce est présente dans la province du Limpopo en Afrique du Sud et dans le sud du Mozambique.

## Description
C'est un saurien vivipare.

## Étymologie
Cette espèce est nommée en l'honneur de John P. Cregoe.

## Publication originale
- Boulenger, 1903 : Descriptions of new lizards in the collection of the British Museum. Annals and magazine of natural history, sér. 7, vol. 12, p. 429-435 (texte intégral).